# Erycibe griffithii
Erycibe griffithii är en vindeväxtart som beskrevs av Charles Baron Clarke. Erycibe griffithii ingår i släktet Erycibe och familjen vindeväxter. Inga underarter finns listade i Catalogue of Life.